# Bernhard Boll
Pour les articles homonymes, voir Boll.
Bernhard Boll (né Johann Heinrich Boll le 7 juin 1756 à Stuttgart, mort le 6 mars 1836 à Fribourg-en-Brisgau) est le premier archevêque de l'archidiocèse de Fribourg-en-Brisgau créé en 1821, de 1827 jusqu'à sa mort.

## Biographie
Après des études de théologie en 1772 comme novice chez les Jésuites à Rottweil, puis dans une abbaye à Dillingen, il devient frère Bernhard en rejoignant l'Abbaye de Salem en 1774. À cause de son caractère arrogant et colérique mais aussi de son intelligence, sa période de probation est prolongée d'un an. Le 13 novembre 1776, il peut prononcer ses vœux.
Bernhard Boll devient vite une érudit religieux exemplaire et apprécié. En 1780, il est ordonné prêtre et nommé professeur de philosophie à l'abbaye de Salem et à celle de Tennenbach. En 1805, il enseigne à l'Université de Fribourg-en-Brisgau puis quatre ans plus tard, il est le prêtre de la cathédrale Notre-Dame de Fribourg.
Avec la sécularisation et le nouvel ordre politique après le recès de la Diète d'Empire de 1803, les diocèses connaissent une nouvelle organisation. Pie VII prononce la dissolution du diocèse de Constance et la création de l'archidiocèse de Fribourg-en-Brisgau dans sa bulle Provida solersque le 16 août 1821. Le nouveau diocèse s'étend principalement sur le Grand-duché de Bade. La difficulté est de trouver une personne qui convient au pape et à Louis Ier de Bade. Le premier proposé, Ignaz Heinrich von Wessenberg, est refusé ; le second, Ferdinand Geminian Wanker (de) meurt lors des pourparlers. Le grand-duc propose Bernhard Boll à Léon XII. Il est consacré le 21 août 1827 par l'archevêque de Cologne Ferdinand August von Spiegel.
Son épiscopat se passe mal. Boll a des ennuis de santé dus à son âge. Le Grand-duché de Bade affirme sa puissance sur celle de l'Église en se référant à une église d'état basé à Karlsruhe. Ce pouvoir qui se partage entre Constance et Bruchsal ne comprend pas de personnes vraiment religieuses à l'exception de Hermann von Vicari qui sera son successeur. La vie spirituelle et les questions liturgiques se réfèrent davantage à la tradition qu'à la nouvelle curie romaine influencée par les Lumières. Bernhard Boll propose sa démission au pape, il meurt le 6 mars 1836 avant sa réponse.

## Succession apostolique
Bernhard Boll a ordonné les évêques suivants :
- Archevêque Hermann Anton Constantin Franz Sales Johann Nepomuk von Vicari (1832)